# Platte (Graz)
Platte är en kulle i Österrike.   Den ligger i distriktet Graz och förbundslandet Steiermark, i den östra delen av landet, 140 km sydväst om huvudstaden Wien. Toppen på Platte är 651 meter över havet.
Terrängen runt Platte är kuperad åt nordväst, men åt sydost är den platt. Runt Platte är det ganska tätbefolkat, med 124 invånare per kvadratkilometer.. Närmaste större samhälle är Graz, 3,9 km söder om Platte. 
I omgivningarna runt Platte växer i huvudsak blandskog.